# Identidade de polarização

Vetores envolvidos na identidade de polarização.

Em álgebra linear, a identidade de polarização expressa um produto interno de um espaço normado em função de sua norma. Se uma norma surge de um produto interno, então a identidade de polarização pode ser usada para expressar esse produto interno inteiramente em termos da norma. 
A norma gerada por um produto interno, satisfaz a  lei do paralelogramo: {\displaystyle \|x+y\|^{2}+\|x-y\|^{2}=2\|x\|^{2}+2\|y\|^{2}}. De fato, como observado por John von Neumann, a lei do paralelogramo caracteriza as normas que surgem de produtos internos. Explicitamente, se {\displaystyle (H,\|\cdot \|)} é um espaço normado, então:
A lei do paralelogramo vale para norma {\displaystyle \|\cdot \|} se e somente se existe um produto interno {\displaystyle \langle \cdot ,\cdot \rangle } em {\displaystyle H} tal que {\displaystyle \|x\|^{2}=\langle x,\ x\rangle } para todo {\displaystyle x\in H.}

## Identidades de polarização
Um produto interno, em um espaço vetorial, gera uma norma por meio da seguinte relação:
{\displaystyle \|x\|={\sqrt {\langle x,x\rangle }}.}
Com a identidade de polarização a relação é invertida:  é possível obter um produto interno de uma norma.
Todo produto interno satisfaz:
{\displaystyle \|x+y\|^{2}=\|x\|^{2}+\|y\|^{2}+2\operatorname {Re} \langle x,y\rangle \qquad {\text{ para todos os vetores }}x,y.}

### Espaços vetoriais reais
Se o espaço vetorial é sobre os números reais, então as identidades de polarização são definidas por:
{\displaystyle {\begin{alignedat}{4}\langle x,y\rangle &={\frac {1}{4}}\left(\|x+y\|^{2}-\|x-y\|^{2}\right)\\[3pt]&={\frac {1}{2}}\left(\|x+y\|^{2}-\|x\|^{2}-\|y\|^{2}\right)\\[3pt]&={\frac {1}{2}}\left(\|x\|^{2}+\|y\|^{2}-\|x-y\|^{2}\right).\\[3pt]\end{alignedat}}}
Essas formas são todas equivalentes por conta da lei do paralelogramo:
{\displaystyle 2\|x\|^{2}+2\|y\|^{2}=\|x+y\|^{2}+\|x-y\|^{2}.}

### Espaços vetoriais complexos
Para o espaço vetorial complexo, as identidades de polarização devem considerar a parte imaginária do produto interno. A parte complexa do produto interno depende se é antilinear no primeiro ou no segundo argumento. A notação {\displaystyle \langle x|y\rangle ,} que é comumente usada em física será assumida como antilinear no primeiro argumento enquanto {\displaystyle \langle x,\,y\rangle ,} que é comumente usado em matemática, será considerada antilinear no segundo argumento. Elas estão relacionados pela fórmula: 
{\displaystyle \langle x,\,y\rangle =\langle y\,|\,x\rangle \quad {\text{ para todos }}x,y\in H.}
A parte real de qualquer produto interno (independente de qual argumento é antilinear ou se é real ou complexo) é uma função bilinear simétrica que para qualquer {\displaystyle x,y\in H} é sempre igual a:
{\displaystyle {\begin{alignedat}{4}R(x,y):&=\operatorname {Re} \langle x\mid y\rangle =\operatorname {Re} \langle x,y\rangle \\&={\frac {1}{2}}\left(\|x+y\|^{2}-\|x\|^{2}-\|y\|^{2}\right)\;\;&(1)\\[3pt]&={\frac {1}{2}}\left(\|x\|^{2}+\|y\|^{2}-\|x-y\|^{2}\right)&(2)\\[3pt]&={\frac {1}{4}}\left(\|x+y\|^{2}-\|x-y\|^{2}\right)&(3)\\\end{alignedat}}}
É sempre uma função simétrica, ou seja:
{\displaystyle R(x,y)=R(y,x)\quad {\text{ para todos }}x,y\in H,}
e também satisfaz: 
{\displaystyle R(y,ix)=-R(x,iy)\quad {\text{ para todos }}x,y\in H.}

| Prova |
| --- |
| {\displaystyle {\begin{alignedat}{4}R(y,ix)&={\frac {1}{2}}\left(\langle y,ix\rangle +\langle ix,y\rangle \right)\\&={\frac {1}{2i}}\left(\langle iy,ix\rangle -\langle ix,iy\rangle \right)\\&={\frac {1}{2i}}\left(-i\langle iy,x\rangle -i\langle x,iy\rangle \right)\\&=-{\frac {1}{2}}\left(\langle x,iy\rangle +\langle iy,x\rangle \right)\\&=-R(x,iy)\end{alignedat}}} |

Portanto {\displaystyle R(ix,y)=-R(x,iy)}, em outras palavras, mover um fator de {\displaystyle i={\sqrt {-1}}} para o outro argumento adiciona um sinal negativo.
Diferente da sua parte real, a parte imaginária de um produto interno complexo depende de qual argumento é antilinear.

#### Antilinear no primeiro argumento
Para o produto interno {\displaystyle \langle x\,|\,y\rangle ,} antilinear no primeiro argumento, para todo {\displaystyle x,y\in H,}
{\displaystyle {\begin{alignedat}{4}\langle x\,|\,y\rangle &={\frac {1}{4}}\left(\|x+y\|^{2}-\|x-y\|^{2}-i\|x+iy\|^{2}+i\|x-iy\|^{2}\right)\\&=R(x,y)-iR(x,iy)\\&=R(x,y)+iR(ix,y).\\\end{alignedat}}}
A penúltima igualdade é semelhante a fórmula que expressa o funcional linear {\displaystyle \varphi } em termos de sua parte real: {\displaystyle \varphi (y)=\operatorname {Re} \varphi (y)-i(\operatorname {Re} \varphi )(iy).}

#### Antilinear no segundo argumento
Para o produto interno {\displaystyle \langle x,\ y\rangle } que é antilinear no segundo argumento, segue de{\displaystyle \langle x\,|\,y\rangle } pela relação: 
{\displaystyle \langle x,\ y\rangle :=\langle y\,|\,x\rangle ={\overline {\langle x\,|\,y\rangle }}.} 
Então para quaisquer {\displaystyle x,y\in H,}
{\displaystyle {\begin{alignedat}{4}\langle x,\,y\rangle &={\frac {1}{4}}\left(\|x+y\|^{2}-\|x-y\|^{2}+i\|x+iy\|^{2}-i\|x-iy\|^{2}\right)\\&=R(x,y)+iR(x,iy)\\&=R(x,y)-iR(ix,y).\\\end{alignedat}}}
Essa expressão pode reescrita como:
{\displaystyle \langle x,y\rangle ={\frac {1}{4}}\sum _{k=0}^{3}i^{k}\left\|x+i^{k}y\right\|^{2}.}
Portanto se {\displaystyle R(x,y)+iI(x,y)} denota as partes real e imaginária de um produto interno no ponto {\displaystyle (x,y)\in H\times H} do seu domínio, então sua parte imaginária será:
{\displaystyle I(x,y)~=~{\begin{cases}R(ix,y)=-R(x,iy)&\quad {\text{ Se é antilinear no primeiro argumento}}\\R(x,iy)=-R(ix,y)&\quad {\text{ Se é antilinear no segundo argumento}}\\\end{cases}}}
em que o escalar {\displaystyle i} está sempre localizado no mesmo argumento que o produto interno é antilinear.

## Reconstruindo o produto interno
Seja {\displaystyle (H,\|\cdot \|)} um espaço normado que satisfaz a lei do paralelogramo:
{\displaystyle \|x+y\|^{2}~+~\|x-y\|^{2}~=~2\|x\|^{2}+2\|y\|^{2}}
então existe um único produto interno {\displaystyle \langle \cdot ,\ \cdot \rangle } em {\displaystyle H} tal que {\displaystyle \|x\|^{2}=\langle x,\ x\rangle } para todo {\displaystyle x\in H.}
Outra condição necessária e suficiente para existir um produto interno que induz uma norma dada é que a norma satisfaça a desigualdade de Ptolomeu:
{\displaystyle \|x-y\|\,\|z\|~+~\|y-z\|\,\|x\|~\geq ~\|x-z\|\,\|y\|\qquad {\text{ para todos vetores }}x,y,z.}

## Aplicações e consequências
Se {\displaystyle H}é um espaço de Hilbert complexo, então {\displaystyle \langle x\mid y\rangle } é real se, e somente se, sua parte complexa é {\displaystyle 0=R(x,iy)={\frac {1}{4}}\left(\|x+iy\|^{2}-\|x-iy\|^{2}\right),} o que acontece se, e somente se, {\displaystyle \|x+iy\|=\|x-iy\|.} Similarmente, {\displaystyle \langle x\mid y\rangle } é imaginário puro se, e somente se, {\displaystyle \|x+y\|=\|x-y\|.} Por exemplo, de {\displaystyle \|x+ix\|=|1+i|\|x\|={\sqrt {2}}\|x\|=|1-i|\|x\|=\|x-ix\|} conclui-se que {\displaystyle \langle x|x\rangle } é real e que {\displaystyle \langle x|ix\rangle } é imaginário puro.

### Isometrias
Se {\displaystyle A:H\to Z} é uma isometria linear entre dois espaços de Hilbert (logo {\displaystyle \|Ah\|=\|h\|} para todo {\displaystyle h\in H}), então{\displaystyle \langle Ah,Ak\rangle _{Z}=\langle h,k\rangle _{H}\quad {\text{ para todos }}h,k\in H;}ou seja, isometrias linear preservam o produto interno.
Se {\displaystyle A:H\to Z} é uma isometria antilinear, então{\displaystyle \langle Ah,Ak\rangle _{Z}={\overline {\langle h,k\rangle _{H}}}=\langle k,h\rangle _{H}\quad {\text{ para todos }}h,k\in H.}

### Relação com a lei dos cossenos
A segunda forma da identidade de polarização pode ser escrita como:{\displaystyle \|{\textbf {u}}-{\textbf {v}}\|^{2}=\|{\textbf {u}}\|^{2}+\|{\textbf {v}}\|^{2}-2({\textbf {u}}\cdot {\textbf {v}}).}Essencialmente, essa é uma forma vetorial da lei dos cossenos para o triângulo formado pelos vetores {\displaystyle {\textbf {u}},{\textbf {v}}}, e {\displaystyle {\textbf {u}}-{\textbf {v}}}. Em particular,{\displaystyle {\textbf {u}}\cdot {\textbf {v}}=\|{\textbf {u}}\|\,\|{\textbf {v}}\|\cos \theta ,}em que {\displaystyle \theta } é o ângulo entre os vetores {\displaystyle {\textbf {u}}} e {\displaystyle {\textbf {v}}}.

### Dedução
A relação básica entre a norma e o produto escalar é dada pela equação:{\displaystyle \|{\textbf {v}}\|^{2}={\textbf {v}}\cdot {\textbf {v}},}então,{\displaystyle {\begin{aligned}\|{\textbf {u}}+{\textbf {v}}\|^{2}&=({\textbf {u}}+{\textbf {v}})\cdot ({\textbf {u}}+{\textbf {v}})\\[3pt]&=({\textbf {u}}\cdot {\textbf {u}})+({\textbf {u}}\cdot {\textbf {v}})+({\textbf {v}}\cdot {\textbf {u}})+({\textbf {v}}\cdot {\textbf {v}})\\[3pt]&=\|{\textbf {u}}\|^{2}+\|{\textbf {v}}\|^{2}+2({\textbf {u}}\cdot {\textbf {v}}),\end{aligned}}}similarmente,{\displaystyle \|{\textbf {u}}-{\textbf {v}}\|^{2}=\|{\textbf {u}}\|^{2}+\|{\textbf {v}}\|^{2}-2({\textbf {u}}\cdot {\textbf {v}}).}As formas (1) e (2) da identidade de polarização são obtidas resolvendo essas equações para u · v, enquanto a forma (3) é obtida subtraindo essas duas equações (somando-as obtém-se a lei do paralelogramo).